# Steinburg Amt
Steinburg Amt, også kaldet Krempe Amt, var et amt i Hertugdømmet Holsten med forvaltningssæde på Steinburg Slot i Steinburg. Ved delingen 1544 af hertugdømmet Holsten mellem kong Christian III og to halvbrødre blev kongen tillagt Steinburg amt, med tilhørende Wilster- og Krempermarsk, samt byen Itzehoe. I december 1863 blev Steinburg amt sammen med det øvrige Holsten ved eksekution besat af forbundstropper. I 1866 overtog Preussen efter freden i Prag alle rettigheder fra Østrig, og i 1867 blev Steinburg amt til Kreis Steinburg under provinsen Slesvig-Holsten, og lederen af kredsen fik titel af landråd.

## Amtmænd
Denne liste er ufuldstændig; hjælp gerne med at udfylde den.
- ?-1497: Heinrich Rantzau
- ?-1549: Dietrich Blome
- ?-1559: Johan Rantzau
- 1581-1606: Benedikt Ahlefeldt
- 1614-1639: Ditlev Rantzau
- 1722-1736: Heinrich von Blome (døde i embedet)
- 1736-1742: Conrad Detlev von Dehn
- 1752-1757: Christoph Ernst von Beulwitz (døde i embedet)
- ?-1804: Friedrich Christian Friccius von Schilden
- 1805-1820: Carl Friedrich Ulrich von Ahlefeldt-Dehn
- 1820-1834: Joachim Godsche von Levetzau
- 1857-1864: Wilhelm von Levetzau

## Amtsforvaltere
- 1670-1687: Nicolaus Brügmann. Han var tillige amtsforvalter i Segeberg amt.
- 1687-1702: Daniel Brügmann (søn)